# Trust (chanson d'Ayumi Hamasaki)
Pour les articles homonymes, voir Trust.
Trust est le titre de trois singles de Ayumi Hamasaki, sortis sous divers formats, avec des contenus différents liés à une même chanson originale homonyme : le mini-CD original en 1998, un disque vinyle de remix en 1999, et une ré-édition en maxi-CD en 2001.

## Édition originale
Singles de Ayumi Hamasaki
You
(1998) For My Dear...
(1998)
Trust est le 3e single de Ayumi Hamasaki sorti sous le label Avex Trax, en 1998, ou son 3e single au total en comptant Nothing from Nothing attribué à Ayumi en 1995.
Le single sort le 5 août 1998  au Japon sous le label Avex Trax, produit par Max Matsuura, au format "mini-CD" de 8 cm (ancienne norme des singles au Japon). Il ne sort que deux mois après le précédent single de la chanteuse : You. Il atteint la 9e place du classement de l'Oricon, et reste classé pendant dix semaines pour un total de 181 820 exemplaires vendus durant cette période ; c'est son premier single à entrer dans le top 10 de l'oricon. Une autre version du single au format disque vinyle contenant des remixes sortira un an plus tard, le 3 juillet 1999. Comme les sept autres premiers singles de la chanteuse pour avex, il sera ré-édité au format "maxi-CD" de 12 cm le 28 février 2001 avec des remixes supplémentaires.
La chanson-titre a été utilisée comme thème musical pour la campagne publicitaire Aube Rouge Filia de la marque Kao Sofina. Elle figurera sur l'album A Song for XX de janvier 1999, puis sur les compilations A Best de 2001 (dans une nouvelle version) et A Complete: All Singles de 2008. Elle figurera dans des versions remixées sur les albums Ayu-mi-x de 1999 et Super Eurobeat presents ayu-ro mix de 2000.
Toutes les paroles sont écrites par Ayumi Hamasaki, toute la musique est composée par Takashi Kimura et arrangée par Akimitsu Honma.
| 1. | Trust                    | 4:49 |
| 2. | Trust (Acoustic Version) | 4:49 |
| 3. | Trust (Instrumental)     | 4:48 |

## Édition vinyle
Singles de Ayumi Hamasaki
To Be
(1999) Boys & Girls
(1999)
Singles par Ayumi Hamasaki
Powder Snow Friend II
Trust est un maxi 45 tours au format disque vinyle de Ayumi Hamasaki.
Il sort en édition limitée le 3 juillet 1999 au Japon sous le label indépendant Rhythm Republic affilié à Avex Trax, le même jour que les versions vinyle de Hana, Wishing, et Powder Snow.
Il contient trois versions remixées de la chanson-titre du troisième single CD homonyme de la chanteuse, sorti un an auparavant le 5 août 1998, ainsi que la version instrumentale de l'une d'elles, et une version vocale de la chanson.
Le premier remix du disque était déjà paru sur l'album de remix CD Ayu-mi-x sorti trois mois plus tôt, le 17 mars 1999. Les trois remixes du disque figureront aussi sur la ré-édition de 2001 au format maxi-single du single CD.
Tous les autres titres remixés de l'album Ayu-mi-x sortent également en singles vinyles à la même période, du 5 juin au 17 juillet 1999 ; ces treize singles vinyles dont celui-ci seront ensuite ré-édités le mois suivant avec des pochettes différentes pour figurer dans le coffret Ayu-mi-x Box Set qui sortira le 11 août 1999.
Liste des titres
Toutes les paroles sont écrites par Ayumi Hamasaki, toute la musique est composée par Takashi Kimura.
| 1. | Trust "Groove That Soul" ("GROOVE THAT SOUL MIX")                | Satoshi Hidaka | 05:29 |
| 2. | Trust "Groove That Soul" ~instrumental~ ("GROOVE THAT SOUL MIX") | Satoshi Hidaka | 05:29 |

| 1. | Trust "DJ Soma Grow Sound Mix" ("DJ SOMA GROW SOUND MIX") | DJ Soma       | 05:46 |
| 2. | Trust "Eddy Yamamoto Club Mix" ("EDDY YAMAMOTO CLUB MIX") | Eddy Yamamoto | 04:48 |
| 3. | Trust "Vocal track"                                       |               | 03:51 |

## Ré-édition
Singles de Ayumi Hamasaki
Evolution
(2001) Never Ever
(2001)
Trust est la ré-édition au format maxi-single en 2001 du troisième single CD homonyme de Ayumi Hamasaki sorti sous le label Avex Trax en 1998.
Comme les sept autres premiers singles de la chanteuse pour Avex, le single original était sorti initialement au format "mini-CD" de 8 cm (ancienne norme des singles au Japon), le 5 août 1998. 
Il est ré-édité le 28 février 2001 au format "maxi-single" de 12 cm (nouvelle norme au Japon), avec une pochette différente verte et quatre titres en supplément : trois versions remixées de la chanson-titre déjà parues sur l'édition vinyle du single homonyme, et une de la chanson Powder Snow de l'album A Song for XX déjà parue sur l'édition vinyle du single Powder Snow. Cette nouvelle édition atteint la 29e place du classement de l'Oricon et reste classée pendant deux semaines.
| 1. | Trust                                                     | 4:49 |
| 2. | Trust (Acoustic Version)                                  | 4:49 |
| 3. | Powder Snow (Dee Mix) (POWDER SNOW (DEE MIX)              | 4:12 |
| 4. | Trust (Dj Soma Grow Sound Mix) (… DJ SOMA GROW SOUND MIX) | 5:54 |
| 5. | Trust (Eddy Yamamoto Club Mix) (… EDDY YAMAMOTO CLUB MIX) | 4:50 |
| 6. | Trust (Groove That Soul Mix) (… GROOVE THAT SOUL MIX)     | 5:31 |
| 7. | Trust (Instrumental)                                      | 4:48 |

## Interprétations à la télévision
- Music Station (7 août 1998)
- Hey! Hey! Hey! Music Champ (10 août 1998)
- Utaban (25 août 1998)
- Pop Jam (5 septembre 1998)
- Japan Cable Awards (4 décembre 1998)
- Secret Live Concert (8 mai 1999)